# Puilly-et-Charbeaux

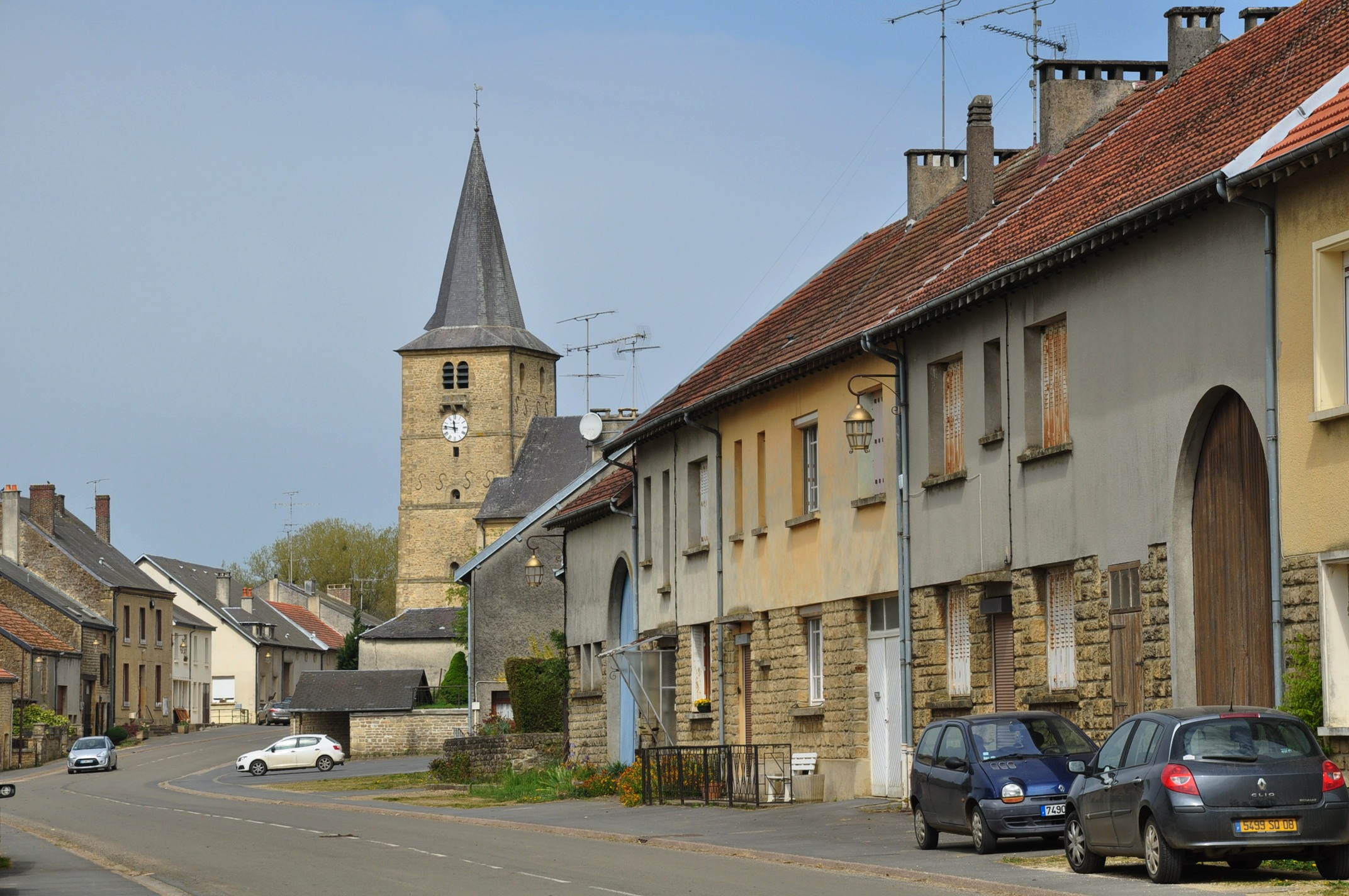
Puilly-et-Charbeaux

 Puilly-et-Charbeaux  là một xã ở tỉnh Ardennes, thuộc vùng Grand Est ở phía bắc nước Pháp.